# Nick Hexum
Nicholas Lofton "Nick" Hexum, född 12 april 1970 i Madison, Wisconsin, USA, är en sångare, låtskrivare och rappare, för närvarande sångare och gitarrist för alternativ rockbandet 311 och Nick Hexum Quintet.

## Diskografi
För 311:s diskografi, se 311 (musikgrupp)#Diskografi

### Studioalbum med The Nick Hexum Quintet
- My Shadow Pages (2013)

### Gästuppträdande
- The Urge – Master of Styles (1998, sång på "Jump Right In")
- Sugar Ray – Sugar Ray (2001, sång på "Stay On")
- Goldfinger – The Knife (2017, sång på "Liftoff")
- Dirty Heads – Swim Team (2017, sång på "So Glad You Made It")